# Otjiwarongo
Otjiwarongo (Otjiherero: mooie plek)  is een stad in het noordwesten van Namibië in de Otjozondjupa Regio. Ook is de stad de hoofdstad van de Otjozondjupa Regio. De stad ligt 69 kilometer ten zuidoosten van Outjo en 252 kilometer ten noordwesten van Windhoek.
De stad heeft ongeveer 28.000 inwoners. 
Aan de oostelijke stadsrand van Otjiwarongo bevindt zich de enige krokodillenkwekerij van Namibië.

## Stedenbanden
| Dundas Ensisheim Heusden Mochudi/Kgatleng Bethanie | Katima Mulilo Khorixas Okakarara Windhoek Keetmanshoop |

## Geboren
- Dirk Mudge (1928-2020), politicus
- Hage Geingob (1941-2024), president van Namibië (2015-2024).
- Dan Craven (1983), wielrenner.
- Otto Ipinge, politicus, ex-burgemeester van Otjiwarongo, oud regionaal bestuurslid in het Otjiwarongo kiesdistrict, bestuurder van de Otjozondjupa Regio.
- Vekuii Rukoro (1954) , advocaat, zakenman en de hoogste leider van het Herero volk.
- Calle Schlettwein, minister van financiën sinds 2015.
- Lazarus Kandara (1963-2005), zakenman in Namibië.